# Pedra Miradora
La Pedra Miradora és una muntanya de 352 metres que es troba al municipi de Sant Celoni, a la comarca del Vallès Oriental.